# Kaplica św. Szymona w Wardiji (Saint Paul’s Bay)
Kaplica Świętego Szymona Apostoła (malt. Il-kappella ta’ San Xmun l-Imħeġġeġ, ang. Chapel of Saint Simon the Apostle) – niewielka rzymskokatolicka prywatna kaplica w il-Wardija, w granicach miejscowości Saint Paul’s Bay (malt. San Pawl il-Baħar) na Malcie.

## Położenie
Kaplica znajduje się na terenie posiadłości znanej jako il-Palazz Qannotta, należącej do rodziny Depiro Gourgion. Posiadłość leży w dolinie o tej samej nazwie, Wied Qannotta, pomiędzy iż-Żebbiegħ a Burmarrad.

## Historia
Kaplica, dziś w stylu neogotyckim, jest pod świeckim patronatem rodziny Depiro Gourgion. W źródłach z XVI wieku znajdują się zapiski o kaplicy pod wezwaniem świętych Szymona i Judy Tadeusza, która jednak w tym samym stuleciu została zdekonsekrowana. Kaplica św. Szymona została wspomniana po raz pierwszy przy okazji wizyty duszpasterskiej biskupa Malty Baldassare Cagliaresa w 1616. Biskup zaznaczył, że znajdował się tam obraz Matki Bożej ze św. Pawłem i św. Szymonem.
Kolejna wzmianka o kaplicy pochodzi z aktu notarialnego z 13 października 1629, w którym Mattew Cauchi przeznaczył dochód z ogrodu w Wardiji, znanego jako Calet il-Habib, na odprawianie mszy św. w fiestę św. Szymona, oraz na zapalenie dwóch lamp oliwnych w każdą sobotę.
Nie istnieje żadna relacja na temat kaplicy aż do 1678, kiedy obraz w niej się znajdujący przeniesiony został do sanktuarium w Mellieħa. Zostało jasno zaznaczone, iż stało się to z powodu zamknięcia kaplicy dla użytku publicznego i uczynienia jej kaplicą prywatną.
Istniejąca dziś kaplica została poświęcona 22 kwietnia 1868 przez kanonika Feliċa Cutajara, delegata wikariusza generalnego. Poprzednia, istniejąca na tym miejscu, została zdekonsekrowana z powodu bardzo złego stanu.
Kaplica pozostawała zamknięta od zakończenia II wojny światowej. 10 stycznia 1975, dzięki staraniom prawnika Alexandra de Piro Gurgiona, odprawiona została pierwsza po prawie 30 latach msza święta.

## Architektura

### Opis zewnętrzny

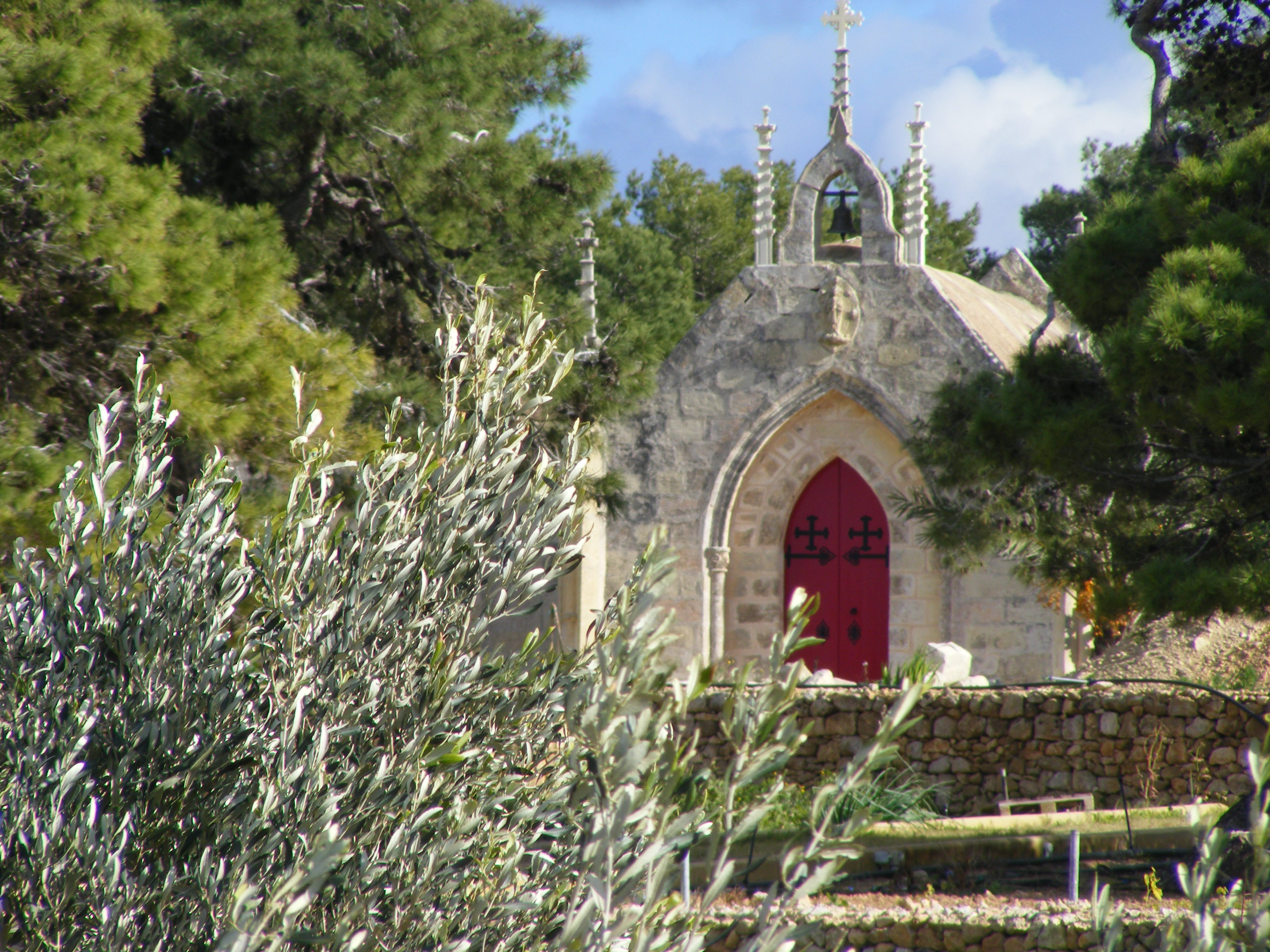
Fasada kaplicy

Fasada budynku jest prosta, w neogotyckim stylu. Drzwi wejściowe mają dwa skrzydła, całość zakończona jest łukiem ostrym. Na każdym skrzydle drzwi znajduje się otwór w kształcie krzyża greckiego, który, kiedy kaplica jest zamknięta, pozwala wiernym adorować Najświętszy Sakrament. Wejście otoczone jest ozdobnym kamiennym profilowanym ostrołukiem, wspartym na dwóch gładkich półkolumnach z kwiatowym motywem na kapitelach.
W szczycie fasady znajduje się płaskorzeźba przedstawiająca Madonnę z Dzieciątkiem. W jego zwieńczeniu umieszczona jest niewielka dzwonnica w formie murowanego ostrołuku, z zawieszonym jednym dzwonem. Boki i szczyt dzwonnicy zdobią pinakle z kwiatonami; na tym znajdującym się najwyżej umieszczony jest niewielki krzyż.
Po obu stronach fasady, na narożnikach budynku, w niewielkich niszach znajdują się korynckie półkolumny z figurami św. Piotra oraz św. Pawła na kapitelach. Każdy narożnik budowli zwieńczony jest pinaklem z kwiatonem. Dach budowli jest dwuspadowy.
Po stronie północnej do kaplicy dobudowana jest zakrystia. Wystrój dobudówki (brama, detale) są podobne do budynku głównego.

### Wnętrze
Kaplica wewnątrz jest niewielka i ma kształt prostokąta. Styl zewnętrzny odzwierciedlony jest również w środku świątyni. Sklepienie w stylu gotyckim – kamienne łuki, ostro zbiegające się u szczytu, przykryte wapiennymi płytami. Podłogę świątyni pokrywają wzorzyste płytki ceramiczne sprzed II wojny światowej. Po lewej stronie kaplicy znajdują się drzwi prowadzące do zakrystii.
W prezbiterium wydzielonym stopniem od nawy, stoi kamienny ołtarz przedsoborowy z tabernakulum. Obraz tytularny przedstawiający św. Szymona z jego atrybutem – piłą, oraz gałązką palmy, znakiem męczeństwa, wisi nad ołtarzem. Malowidło pochodzi z XIX wieku, jego autorem jest Salvatore Micallef z Valletty (1810–1891).
Na bocznych ścianach, pomiędzy łukami, zawieszone są obrazy o tematyce religijnej, a także stacje „Drogi krzyżowej”.

## Kaplica współcześnie
Dziś świątynia jest w dobrym stanie. Wnętrze zostało odnowione, wstawiono nowe ławki. Kaplica ma wszystkie przedmioty potrzebne do sprawowania Najświętszej Ofiary.